# Carabodes coriaceus
Carabodes coriaceus är en kvalsterart som beskrevs av Koch 1835. Carabodes coriaceus ingår i släktet Carabodes och familjen Carabodidae. Inga underarter finns listade.